# Ferme Dethy
La ferme Dethy au milieu du village de Taviers (entité d'Éghezée) est une ferme datée de 1806 dont la façade et toitures tant du bâtiment que du porche ont été classés le 13/04/1987. C'est un modèle de ferme de Hesbaye de taille moyenne. 

## Histoire
Le village de Taviers a toujours été presque exclusivement agricole. En 1846 on dénombrait 130 exploitations occupant 116 personnes, chiffres qui passèrent à 176 exploitations en 1950 avant de commencer à décroître du fait de la mécanisation et du regroupement des terres.
Le porche de la ferme Dethy est daté de 1806 et le corps de logis de 1745. 
Louis-Joseph Dethy notaire à Taviers, de 1796 à 1840, et bourgmestre de 1803-1830, ainsi que son épouse Constance Stévenart en furent propriétaires. Leur fils Louis-Edouard, bourgmestre de Taviers de 1841 à 1892 en hérita. Après le décès d’Henri Dethy, le bien fut acquis par la famille Louesse en 1916.

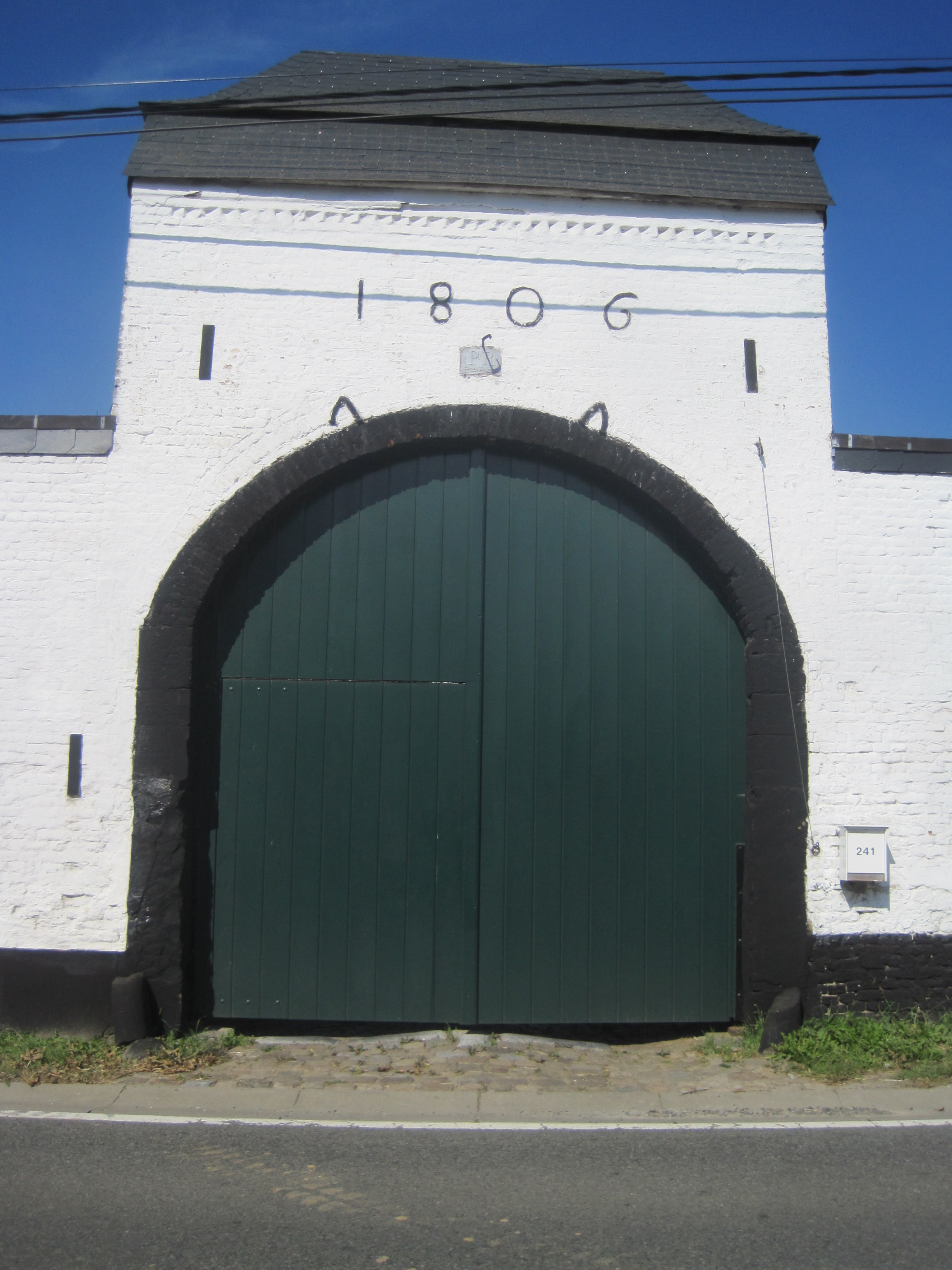
2014-09-17 14.10.57 Porche de la ferme Dethy à Taviers